# Związek Górali

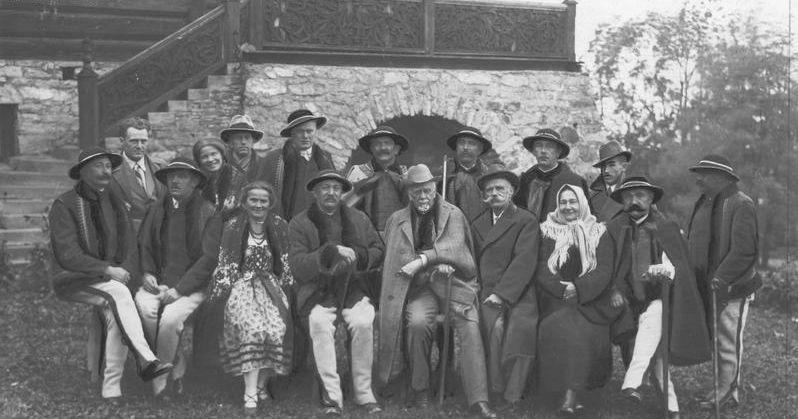
Nadanie tytułu członka honorowego Związku Górali prof. Janowi Gwalbertowi Pawlikowskiemu (piąty z lewej w pierwszym rzędzie). Widoczni także prezes i założyciel Związku Wojciech Krzeptowski (czwarty z prawej w pierwszym rzędzie) i poseł Wojciech Roj

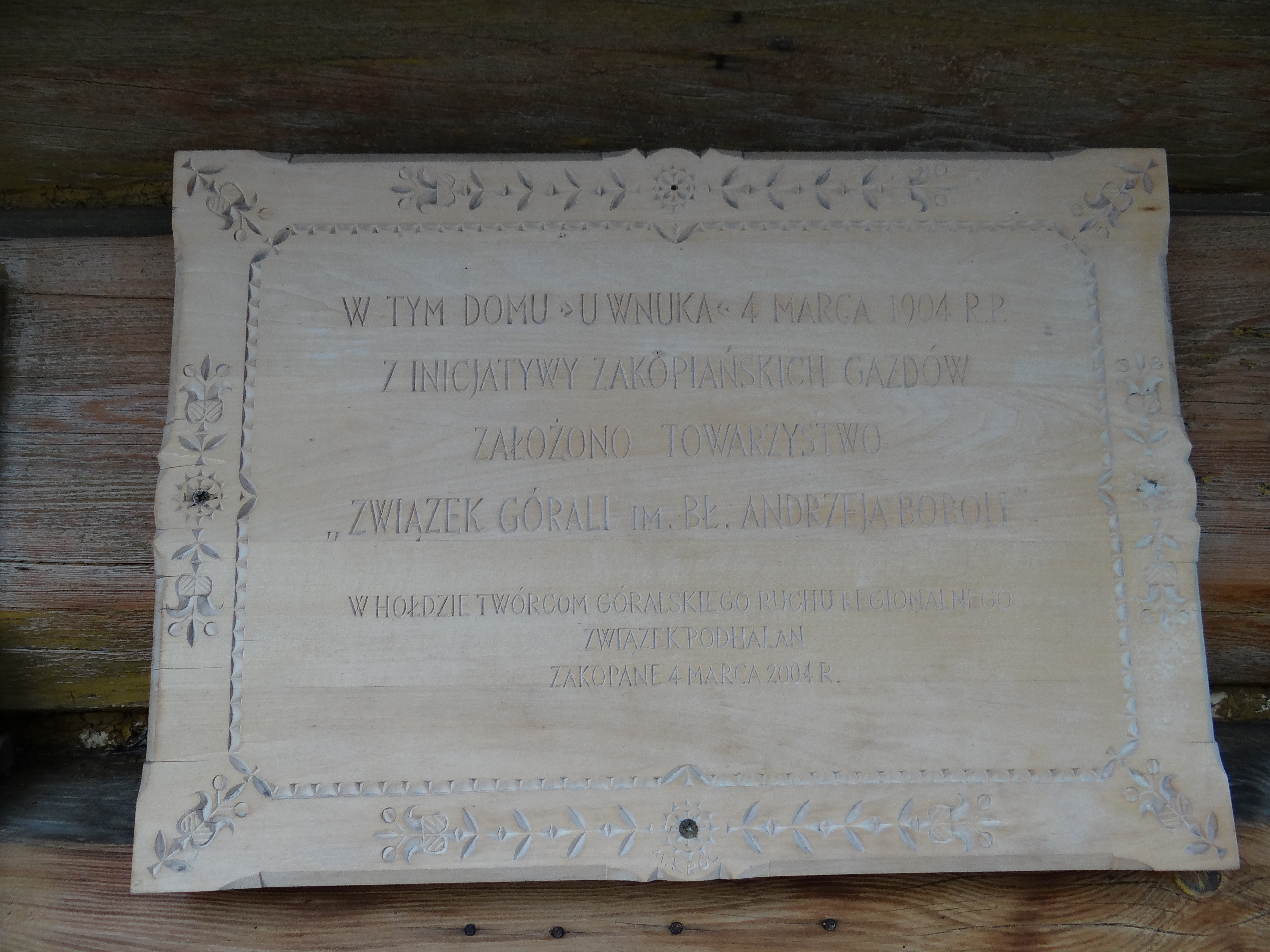
Tablica pamiątkowa w Zakopanem

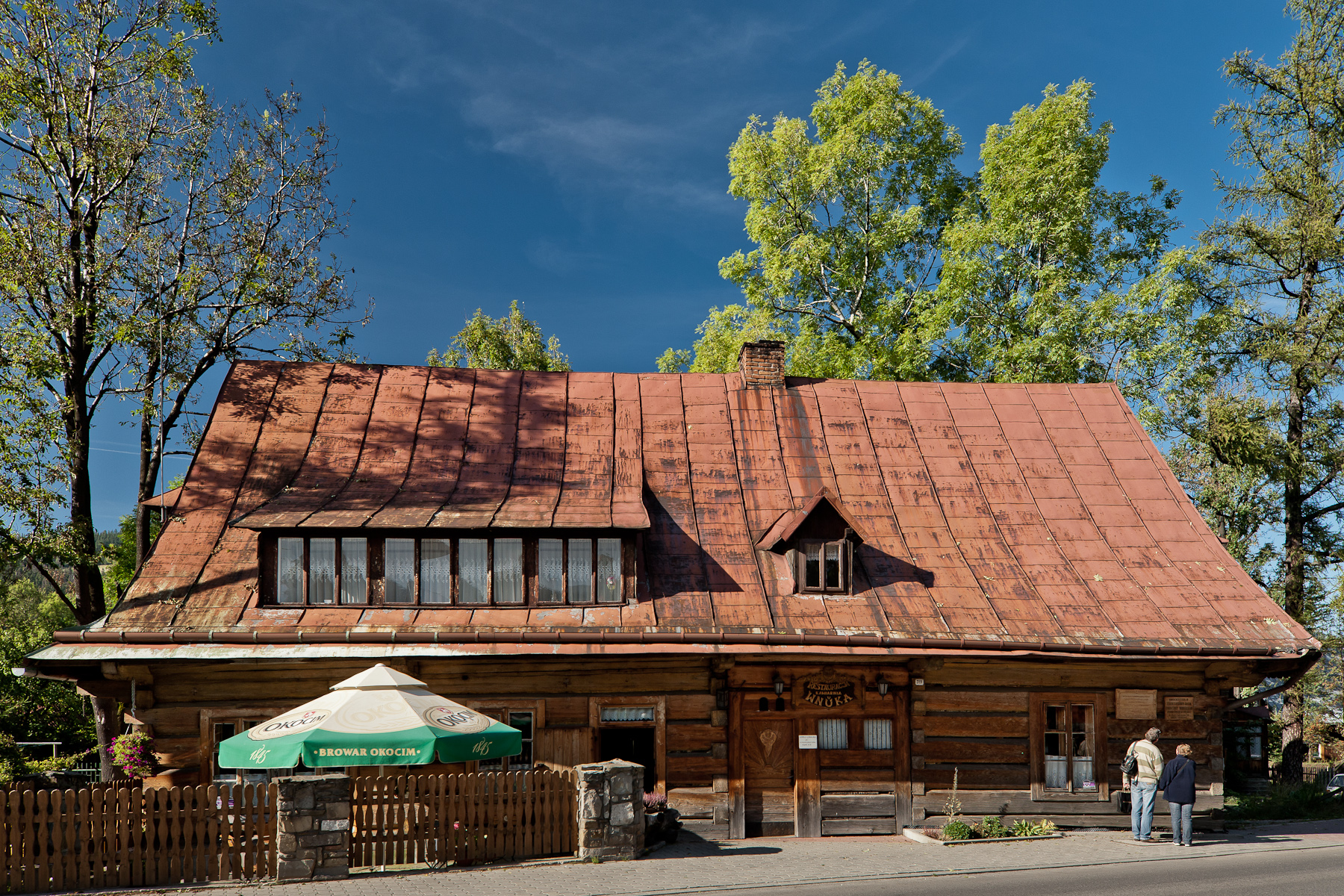
Karczma U Wnuka

Związek Górali – organizacja górali podhalańskich założona 4 marca 1904.
Do Związku Górali mogli należeć jedynie górale, szczególną rolę odegrali tu mieszkańcy Zakopanego. Organizacja zajmowała się przede wszystkim kwestiami ekonomicznymi oraz związanymi z kulturą i oświatą. Drugim obszarem działalności było zbieranie materiałów dokumentujących ludową kulturę Podhala i Tatr.
Inteligencja zrzeszona w Związku Górali stawiała sobie również cele narodowo-niepodległościowe. W okresie międzywojennym (1918–1939) związek założył szkołę rolniczą oraz seminarium nauczycielskie i mleczarnię. Ponadto inicjował budowy dróg oraz patronował budowom domów ludowych.
Związek zorganizował cztery zjazdy Podhalan (w latach 1911, 1912, 1913 oraz 1919). Zjazdy miały miejsce w Zakopanem i Nowym Targu. Na IV Zjeździe w Nowym Targu powołano do życia Związek Podhalan, który poszerzył zakres działalności Związku Górali i objął także terytorium powiatów nowosądeckiego, limanowskiego i żywieckiego.
Po wojnie związek w latach 1945–1948 wznowił swoją działalność, po czym zawiesił ją wskutek niesprzyjającej sytuacji.
Kontynuatorem działalności Związku Górali od 1955 r. był Związek Górali Tatrzańskich, przemianowany w 1959 r. na Związek Podhalan i działający do dziś.
O powstaniu Związku Górali przypomina tablica pamiątkowa w karczmie „U Wnuka” przy ul. Kościeliskiej 8 w Zakopanem.